# IC 1058
IC 1058 је спирална галаксија у сазвјежђу Волар која се налази на листи објеката дубоког неба у Индекс каталогу.
Деклинација објекта је + 17° 1' 17" а ректасцензија 14h 49m 12,3s. Привидна величина (магнитуда) објекта IC 1058 износи 13,9 а фотографска магнитуда 14,7. IC 1058 је још познат и под ознакама UGC 9538, MCG 3-38-29, CGCG 105-35, NPM1G +17.0517, PGC 52915.